# Sophie Lychou
Sofia Charlotta Lychou, känd som Sophie Lychou, ogift Boberg, född 6 november 1812, död 24 september 1878 i Maria Magdalena församling, Stockholm, var en svensk lärare och grundare av Lychouska skolan.
I sin bostad på Södermalm i Stockholm grundade Sophie Lychou 1857 Lychouska skolan. 
Till en början undervisade hon några elever i sin bostad på Götgatan 31 (numera 33) i Stockholm. Skolan blev populär och elevantalet ökade snabbt, undervisningen hölls sedan på olika platser på Södermalm.
Lychouska skolan fick senare statsanslag och ställdes under Skolöverstyrelsens överinseende. Den utvidgades till en högre flickskola för normalskolekompetens men uppgick 1939 i Södermalms kommunala flickskola.
Hon var gift med bryggaren Gustaf Lychou (1809–1859), son till Gustaf Lychou som under lång tid drev Södermalms största bryggeri.